# Выборы президента США в Луизиане (2024)
Вы́боры Президе́нта США 2024 го́да в Луизиа́не прошли во вторник, 5 ноября 2024 года. В них приняли участие все 50 штатов, а также округ Колумбия. Избиратели Луизианы выбирали выборщиков, которые будут представлять их в Коллегии выборщиков, путём всенародного голосования. Луизиана имеет 8 голосов выборщиков в Коллегии выборщиков после перераспределения в результате переписи населения США 2020 года (штат сохранил имевшееся ранее количество голосов).

## История
Луизиана приобрела статус штата в апреле 1812 года. Как и многие южные штаты, Луизиана являлась оплотом Демократической партии вплоть до начала 1960-х годов. С тех пор штат стал преимущественно республиканским. Избиратели штата отдавали предпочтение кандидатам-демократам три раза: на выборах 1976 (Джимми Картер), 1992 и 1996 годов (оба раза — Билл Клинтон).
В 2020 году Дональд Трамп опередил Джо Байдена на 18 процентных пунктов. Всего 10 округов Луизианы отдали предпочтение Байдену — в них проживает порядка 25,9 % населения штата. В преддверии выборов 2024 года Дональд Трамп заручился поддержкой видных политических деятелей штата, среди них — губернатор Джефф Лэндри, сенатор Джон Нили Кеннеди, спикер Палаты представителей Майк Джонсон.

## Внутрипартийные выборы
Праймериз обеих партий состоялись 23 марта 2024 года.

### Праймериз Демократической партии
| Кандидат               | Голоса  | %    | Делегаты |
| ---------------------- | ------- | ---- | -------- |
| Джо Байден             | 143 380 | 86,1 | 48       |
| Марианна Уильямсон     | 7898    | 4,7  | 0        |
| Дин Филлипс (снялся)   | 4351    | 2,6  | 0        |
| Стивен Лайонс (снялся) | 3770    | 2,3  | 0        |
| Боб Эли                | 2652    | 1,6  | 0        |
| Фрэнки Лозада (снялся) | 2245    | 1,4  | 0        |
| Армандо Перес-Серрато  | 1200    | 0,7  | 0        |
| Дженк Уйгур (снялся)   | 1114    | 0,7  | 0        |
| Всего                  | 166 610 | 100  | 48       |

### Праймериз Республиканской партии
| Кандидат                 | Голоса  | %    | Делегаты |
| ------------------------ | ------- | ---- | -------- |
| Дональд Трамп            | 172 503 | 89,8 | 47       |
| Никки Хейли (снялась)    | 13 123  | 6,8  | 0        |
| Рон Десантис (снялся)    | 3022    | 1,6  | 0        |
| Крис Кристи (снялся)     | 1281    | 0,7  | 0        |
| Вивек Рамасвами (снялся) | 595     | 0,3  | 0        |
| Райан Бинкли (снялся)    | 580     | 0,3  | 0        |
| Эйса Хатчинсон (снялся)  | 519     | 0,2  | 0        |
| Рэйчел Свифт             | 335     | 0,2  | 0        |
| Дэвид Стакенберг         | 210     | 0,1  | 0        |
| Всего                    | 192 168 | 100  | 47       |

## Всеобщие выборы

### Предвыборная статистика
Обозначения:
- Р — равенство
- НП — небольшое преимущество
- ДП — достаточное преимущество
- СП — существенное, но преодолимое преимущество
- ОП — огромное преимущество

| Источник              | Рейтинг | По состоянию на: |
| --------------------- | ------- | ---------------- |
| Cook Political Report | ОП (Р)  | 19 декабря 2023  |
| Inside Elections      | ОП (Р)  | 26 апреля 2023   |
| Sabato's Crystal Ball | ОП (Р)  | 29 июня 2023     |
| DDHQ/The Hill         | ОП (Р)  | 14 декабря 2023  |
| CNalysis              | ОП (Р)  | 30 декабря 2023  |
| CNN                   | ОП (Р)  | 14 января 2024   |
| The Economist         | ОП (Р)  | 12 июня 2024     |
| 538                   | СП (Р)  | 11 июня 2024     |
| RCP                   | ОП (Р)  | 26 июня 2024     |

### Опросы
Дональд Трамп vs. Камала Харрис